# Rudi van Houts
Rudolphus Antonie Cornelis "Rudi" van Houts (nascido em 16 de janeiro de 1984) é um ciclista holandês, especializado em competições de mountain bike.
Van Houts alcançou a décima posição no Giro del Capo na Cidade do Cabo em 2007, terminando em 3:54 atrás do vencedor. Tornou-se 12º do mundo em mountain bike durante o Campeonato Mundial de 2008, realizado em Val di Sole. Mais tarde naquele ano, também se qualificou para os Jogos Olímpicos de Verão de 2008 em Pequim, onde terminou em 34º. Nos Jogos Olímpicos de Verão de 2012 em Londres, ficou com a 17ª posição.